# Libra (torpediniera)
La Libra è stata una torpediniera della Regia Marina e successivamente una corvetta della Marina Militare.

## Storia
Il primo periodo di attività della nave fu caratterizzato da sperimentazioni nel rimorchio di MAS.
All'ingresso dell'Italia nel secondo conflitto mondiale la nave faceva parte della VIII Squadriglia Torpediniere di base a Rodi, che formava insieme alle gemelle Lupo, Lince e Lira. Fu inizialmente impiegata nel Mar Egeo, assolvendo compiti di scorta convogli, dragaggio di mine e pattugliamento antisommergibile nelle acque del Dodecaneso.
Nel corso del 1941 la torpediniera venne modificata con l'eliminazione delle poco efficaci mitragliere da 13,2 mm e la loro sostituzione con 8 armi da 20/65 mm. Vennero inoltre imbarcati altri due lanciabombe di profondità.
Il 28 maggio 1941, durante la battaglia di Creta, la Libra, insieme alle gemelle Lince e Lira ed all'anziano cacciatorpediniere Crispi, fu destinata alla scorta del convoglio (piroscafetti Giorgio Orsini, Giampaolo e Tarquinia, rimorchiatori Aguglia ed Impero, motonavi frigorifere Assab ed Addis Abeba, piroscafo fluviale Porto di Roma, motopescherecci Sant’Antonio, San Giorgio, Plutone e Navigatore, nave cisterna Nera, cisterne portuali CG 89 e CG 167) che, partito da Rodi il giorno precedente, avrebbe dovuto trasportare e sbarcare nella baia di Sitia (Creta) un corpo di spedizione italiano consistente in 2450 uomini, 13 carri armati, 350 muli, due auto ed altrettanti camion, equipaggiamenti ed artiglieria, provviste e munizioni per cinque giorni. Alle 15.45 dello stesso giorno, ormai in vista di Sitia, poco prima che iniziasse lo sbarco, le tre torpediniere vennero richiamate per altro compito (le operazioni di sbarco si svolsero comunque senza problemi).
Alle 7.25 del 2 luglio la motonave Città di Tripoli, in navigazione, insieme alla Città di Savona, da Samo al Pireo sotto scorta della Libra, venne colpita da uno dei sei siluri lanciati dal sommergibile HMS Torbay ed affondò nel punto 37°42' N e 24°16' E. 48 dei 59 membri dell'equipaggio della Città di Tripoli vennero salvati dalla Città di Savona, mentre la Libra contrattaccò con il lancio di 18 bombe di profondità tra le 7.30 e le 8.40, senza però riuscire a causare danni al sommergibile.
Il 26 settembre la Libra lasciò il Pireo insieme al vecchio cacciatorpediniere Sella e all'incrociatore ausiliario Brioni per scortare a Candia i trasporti Città di Bastia, Città di Marsala, Trapani e Sant'Agata, ma l'indomani il convoglio venne attaccato dal sommergibile britannico Tetrarch che, dopo un primo attacco andato a vuoto, alle 6.36 colpì con una coppiola di siluri il Città di Bastia, che affondò in posizione 36°21' N e 24°23' E (una decina di miglia a sud di Milo).
Il 1º ottobre 1941 i piroscafi Lauretta ed Arkadia, che la Libra stava scortando nel canale di Zea (6 miglia a sudovest di Capo Colonna) durante la navigazione dal Pireo a Kavaliani, vennero infruttuosamente attaccati dal sommergibile britannico Talisman. Anche il pesante contrattacco da parte della torpediniera fu privo di risultati.
Il 25 ottobre la nave, insieme alla gemella Sirio ed al cacciatorpediniere Sella, diede la caccia e danneggiò il sommergibile britannico Triumph, che alle 13.30 di quel giorno aveva silurato ed affondato, in posizione 37°41' N e 23°53' E (al largo di Atene) il piroscafo Monrosa.
Il 27 novembre 1941 la Libra e la vecchia torpediniera La Masa, insieme ai MAS 510 e 515, scortarono l'incrociatore leggero Bande Nere impegnato in esercitazioni di tiro nelle acque di La Spezia.
Il 1º aprile 1942 la Libra ed i cacciatorpediniere Aviere e Fuciliere vennero destinati a scortare l'incrociatore Bande Nere che da Messina si trasferiva a La Spezia per riparazioni, ma poco dopo il passaggio delle ostruzioni l'ecogoniometro della Libra si guastò, mentre il Fuciliere dovette rientrare in porto per avaria alle macchine. Alle 8.30 la Libra si dispose un miglio a dritta del Bande Nere, ma mezz'ora dopo, quando la formazione si venne a trovare a 11 miglia per 144° da Stromboli, il gruppo venne attaccato dal sommergibile HMS Urge: centrato da due siluri, il Bande Nere affondò rapidamente spezzato in due, portando con sé 381 uomini, mentre 391 poterono essere salvati dalla Libra.
A partire da metà del 1942 la Libra iniziò ad operare nel canale di Sicilia, scortando convogli da e per la Libia e successivamente la Tunisia.
Il 24 settembre 1942 la Libra e la gemella Lira, di scorta alla nave cisterna Proserpina, si unirono al largo di Creta ad un convoglio (piroscafi Menes ed Anna Maria Gualdi, cacciatorpediniere da Recco, torpediniere Lupo, Sirio e Castore) partito dal Pireo e diretto a Tobruch. Una delle due torpediniere faticò per diverso tempo prima di riuscire a posizionarsi correttamente all'interno della formazione. Nonostante un attacco aereo notturno (durante il quale il convoglio ebbe un momento di temporaneo sbando, in quanto i mercantili accostarono dopo aver equivocato un colpo di cannone sparato da una torpediniera contro un aereo per il segnale convenuto – ma di giorno – per segnalare un attacco di sommergibili) tutte le navi poterono giungere a destinazione indenni, il giorno seguente.
Il 17 gennaio 1943, alle 2.30, la Libra lasciò Palermo insieme alla gemella Castore ed alla vecchia torpediniera Montanari per scortare a Tunisi i trasporti Campania, Jacques Schiaffino e Gerda Toft. Le navi giunsero a destinazione indenni alle 7 del 18 gennaio, dopo aver evitato un attacco con siluri da parte di un sommergibile (a nordovest di Marettimo, alle 20.30 del 17) ed un attacco aereo (al largo delle Egadi, alle 00.30 del 18).
Alle due del 28 gennaio la torpediniera salpò da Messina per scortare a Tunisi i piroscafi Parma e Lanusei insieme alla moderna torpediniera di scorta Ardito. Il convoglio subì un attacco aereo alle 11.15 del 29 e ne uscì indenne, ma alle 8.10 del giorno seguente il Parma urtò una mina posata dal sommergibile HMS Rorqual e s'inabissò a est dell'Isle of Dogs, a una ventina di miglia da Tunisi. Il resto del convoglio giunse a destinazione alle 10 del 30 gennaio.
Il 12 marzo 1943 la Libra, al comando del capitano di corvetta Gustavo Lovatelli, stava scortando da Napoli a Tunisi, unitamente alle torpediniere Cigno e Orione, alle corvette Cicogna e Persefone ed ai cacciasommergibili VAS 231 e VAS 232, i trasporti Caraibe, Sterope ed Esterel, quando – alle 22.19 – il convoglio venne attaccato dal sommergibile britannico Thunderbolt, che silurò danneggiò gravemente l’Esterel a due miglia da San Vito Lo Capo. Nella notte tra il 12 ed il 13 la torpediniera riuscì ad individuare il sommergibile ed effettuò sette attacchi con bombe di profondità, ma senza riuscire a colpirlo (il Thunderbolt fu affondato l'indomani dalla corvetta Cicogna).
Il 16 aprile l'unità soccorse i superstiti degli equipaggi di quattro bombardieri Savoia Marchetti S.M.82 abbattuti da caccia britannici Supermarine Spitfire al largo della Tunisia.
Alle 12.18 del 21 aprile 1943 la moderna motonave Marco Foscarini, che la Libra stava scortando insieme alla torpediniera di scorta Ardimentoso da Biserta (da dove il convoglio era partito alle 4.30) a Napoli, venne attaccata con il lancio di quattro siluri dal sommergibile HMS Unison e, colpita, affondò in posizione 37°50' N e 11°30' E.
Nella serata del giorno successivo la nave condusse nel porto di Napoli il piroscafo Caserta, rimasto danneggiato in seguito ad una collisione.
Nel settembre 1943 la Libra, al comando del capitano di corvetta Nicola Riccardi, aveva base a La Spezia.
In seguito all'annuncio dell'armistizio, alle 2.45 del 9 settembre 1943, la nave salpò da Genova insieme agli incrociatori leggeri Duca degli Abruzzi, Garibaldi e Duca d’Aosta. Alle 6.15 le quattro navi si unirono al grosso della squadra navale – corazzate Italia, Vittorio Veneto e Roma, incrociatori leggeri Attilio Regolo, Eugenio di Savoia, Montecuccoli, cacciatorpediniere Artigliere, Fuciliere, Legionario, Carabiniere, Mitragliere, Velite, Grecale, Oriani – partita da La Spezia e diretta alla Maddalena. Alle 9.06 la Libra ricevette l'ordine di portarsi 4500 metri a proravia della Roma. Poco dopo mezzogiorno le torpediniere giunsero nelle acque prospicienti La Maddalena, ma a quel punto ricevettero la comunicazione che la base stava venendo occupata dai tedeschi: le navi dovettero quindi invertire la rotta insieme al resto della flotta, che diresse a nord dell'Asinara. Alle 15.15 del 9 settembre, tuttavia, la formazione fu attaccata da bombardieri Dornier Do 217 tedeschi: dapprima fu leggermente danneggiata la corazzata Italia (da una bomba caduta vicino allo scafo), poi, alle 15.42, la corazzata Roma fu raggiunta da una bomba-razzo che, perforati tutti i ponti, scoppiò sotto la chiglia provocando gravi danni tra i quali una falla nello scafo, danni alle artiglierie contraeree e un locale macchine fuori uso (con riduzione della velocità a 16 nodi); dieci minuti più tardi la stessa nave fu centrata da una seconda bomba in corrispondenza di un deposito munizioni: devastata da una colossale deflagrazione, la Roma si capovolse ed affondò, spezzandosi in due, in 19 minuti, portando con sé 1393 uomini.
La Libra avrebbe dovuto riunirsi alle torpediniere della propria squadriglia (Orsa, Pegaso, Impetuoso, Orione, Ardimentoso), ma durante l'attacco non riuscì a prendere contatto con la caposquadriglia Pegaso a causa di problemi alla radio ad ultracorte di quest'ultima, andando infine ad aggregarsi alla XIV Squadriglia Cacciatorpediniere (Legionario, Artigliere, Oriani e Grecale) e restando in coda alla squadra. Dunque la nave non partecipò alle operazioni di soccorso dei naufraghi della Roma, ma proseguì insieme al resto della squadra da battaglia verso Malta, ove la flotta si sarebbe consegnata agli Alleati. Nella mattinata del 10 settembre Libra ed Orione (anch'essa aveva perso il contatto con il resto della squadriglia) fecero tappa a Bona, dove si rifornirono; ripartite nel tardo pomeriggio, giunsero a Malta il 12 settembre, ormeggiandosi a Marsa Scirocco. Il 13 settembre le due torpediniere, insieme ad altre unità, si portarono nella Baia di San Paolo, per rientrare a Marsa Scirocco qualche giorno dopo. Il 4 ottobre 1943 Libra, Orione ed una terza torpediniera, la Calliope, lasciarono Malta insieme a svariate altre navi e rientrarono in Italia.

La nave nel 1947-48 con i colori ancora della cobelligeranza

Durante la cobelligeranza (1943-1945) la Libra fu impiegata in missioni per conto degli Alleati.
Nel dopoguerra l'unità fu tra le navi lasciate all'Italia dal trattato di pace e passò quindi alla Marina Militare.
Tra il 1950 ed il 1952 la Libra venne riclassificata corvetta veloce e sottoposta a grandi lavori di rimodernamento: vennero sbarcati i quattro tubi lanciasiluri ed uno dei cannoni da 100/47 mm, mentre fu imbarcato un lanciatore antisommergibile «Porcospino». In seguito all'ingresso dell'Italia nella NATO la nave assunse inoltre (1953) la nuova sigla identificativa F 552.
La torpediniera prese parte ad esercitazioni con le forze NATO.
Nel 1958 la Libra venne ulteriormente rimodernata con l'eliminazione dei due rimanenti pezzi da 100 mm, rimpiazzati da 2 mitragliere singole da 40/60 mm Mk 3.
Radiata il 1º aprile 1964, l'ormai vecchia Libra venne avviata alla demolizione.